# Molí de la Torre (Cambrils)
El molí de la Torre és un edifici de Cambrils (Baix Camp) inclòs a l'Inventari del Patrimoni Arquitectònic de Catalunya.

## Descripció
El molí conserva una torre de planta quadrada, mig coberta per terra en un desnivell, a l'interior d'una illa de cases delimitada per l'avinguda del Mar i el carrer Lleida, prop del barranc del Regueral. S'hi pot accedir per un carreró que separa els edificis Santa Fe i Perla del Mar. Obra de paredat en verd, amb reforços de carreus en els angles. En la part superior, escapçada, hom pot veure encara els senyals de dos arcs dovellats de mig punt. Seria necessària una bona neteja i excavació de la torre i del seu entorn immediat, per tal d'observar la disposició del molí de farina.

## Història
Ja els documents del segle xii esmenten forns i molins de pa. El 1310, Berenguer de Mont-oliva fa copiar un document donat per Bernat de Cambrils, en el qual atorgava "unum casal de molendini de cubo et alium casal molendini toxer" que posseïa al terme de Cambrils en el lloc anomenat la Volta, a un tal Bernat Rollan, "cum omnibus aquiis" que hi poguessin portar del Regueral, "et de Joncario, et de Vilagrassa, et de Castro novo et de manso de Coronis et etiam de Rivolmorum". En una llista d'emfiteutes de 1390, hom relaciona un tal Bernat Roger, que havia de pagar 5 sous per un tros de terra situat prop "Molendinum de la Torre". Un document similar, entre 1442 i 1480, esmenta el mateix tros, limitat ara per la "Cequia del Molí". El terme de Cambrils és un dels més rics amb molins de farina d'origen medieval.